# Burgstall Alte Burg (Aurachtal)
Der Burgstall Alte Burg, auch Alte Bürg genannt, ist eine abgegangene mittelalterliche Spornburg auf 335 m ü. NHN in der Waldabteilung „Alte Bürg“ auf einem nach Westen gerichteten Sporn, nordwestlich von Unterreichenbach, einem heutigen Ortsteil der Gemeinde Aurachtal im mittelfränkischen Landkreis Erlangen-Höchstadt in Bayern.
Etwa 100 Meter östlich am Zugangsweg zur Alten Bürg befindet sich ein Sühnekreuz. 
Im Jahr 2000 waren von der ehemals großen Burganlage nicht nur ein planiertes Burgareal, sondern auch Reste von Wohnturm- und Palas-Grundmauern der Kernburg in deutlichen Bodenabdrücke zu erkennen.